# Mornarička akademija u Rijeci
Mornarička akademija u Rijeci (njem. k.u.k. Marine-Akademie in Fiume, mađ. cs. és kir. Tengerészeti Akadémia, tal. I. e. R. Accademia di Marina in Fiume), jedini obrazovni centar za početnike mornaričke časnike austrijske ratne mornarice (od 1869. C. i kr. ratne mornarice). Mornarička akademija utemeljena je kao C. kr. mornarička akademija odnosno od 1869. kao C. i kr. mornarička akademija.
Kamen temeljc za gradnju C. kr. mornaričke akademije u Rijeci položen je 26. ožujka 1856. u nazočnosti vrhovnoga zapovjednika C. kr. ratne mornarice nadvojvode Ferdinanda Maksa. Zgrada je dovršena 3. listopada 1857. godine. Akademija se sastojala od jedne glavne zgrade smještene južno i dvije bočne zgrade. Zgrada nije mijenjana do kraja Habsburške Monarhije. Poslije Prvog svjetskog rata u kompleks zgrada bivše mornaričke akademije postupno se seli dio Riječke bolničke infrastrukture, a danas se u njemu nalazi glavnina Kliničkog bolničkog centra Rijeka.

## Više informacija
- Klinički bolnički centar Rijeka

## Vanjske poveznice
- Mornarička akademija u Rijeci Hrvatska tehnička enciklopedija, portal hrvatske tehničke baštine. LZMK